# Ioshua
Josué Marcos Belmonte (Haedo, 1977-Mariano Acosta, 25 de junio de 2015), más conocido por el nombre artístico de Ioshua, fue un poeta punk, dibujante y activista LGBT argentino. Fue conocido por su carácter inconformista e irreverente y se definió como representante de la literatura de las clases marginadas del Conurbano de Buenos Aires. Además de la escritura, incursionó en la composición musical y las historietas.
Una de las temáticas principales de su obra es la representación del deseo homosexual en los barrios marginales del Gran Buenos Aires.

## Biografía
Nació en 1977 en Haedo, provincia de Buenos Aires, aunque a corta edad se mudó con su familia a Libertad, partido de Merlo. Sufrió violencia familiar a manos de su padre, quien a sus 6 años lo golpeó y quebró su columna. Años después, durante otro ataque, su progenitor le rompió la glotis. Poco después la madre de Ioshua falleció y él abandonó el hogar a los 14 años.
Inició su carrera artística a principios de la década de 2000, con la escritura de fanzines y como integrante y compositor de la banda Corazondeniñx. En 2005 tuvo su primera publicación en una editorial, la plaqueta Para los pibes, que apareció de la mano de la editorial Belleza y Felicidad, de las artistas Fernanda Laguna y Cecilia Pavón, quienes además tenían una galería de arte en la que Ioshua realizó performances.
Su primer libro fue el poemario Pija, birra, faso, publicado en 2009 por la editorial Nulú Bonsai. De acuerdo al autor, eligió este nombre para la obra por su deseo de «renovar la literatura contemporánea argentina» y sentir su realidad de hombre gay y mestizo representada en las letras, como referencia a la película Pizza, birra, faso (1998) y a su carácter como filme representativo del Nuevo cine argentino.
A Pija, birra, faso le siguieron obras como Loma hermosa (2009), En la noche (2010), Malincho (2012) y Campeón (2013). Otra de sus obras destacadas fue la historieta Cumbia Gei, sobre un grupo de jóvenes gais antisociales.
A principios de 2014, Ioshua le anunció a sus editores de Nulú Bonsai su intención de abandonar la escritura y dedicarse solo al dibujo. Sus editores le propusieron publicar un libros con sus obras completas, para el que Ioshua escribió un prólogo y pidió que la portada mostrara un pene dorado. El libro se encontraba en preparación al momento de su fallecimiento, por lo que terminó siendo una publicación póstuma y se tituló Todas las obras acabadas.
Ioshua falleció el 25 de junio de 2015 en su vivienda, ubicada en la ciudad de Mariano Acosta. Al momento de su muerte se encontraba aquejado de un cáncer de médula y seguía de forma irregular el tratamiento para el VIH que portaba. Su cuerpo fue reconocido por amigos suyos y la autopsia reveló que falleció a causa de insuficiencia respiratoria, neumonía bibasal y anemia.

## Obras

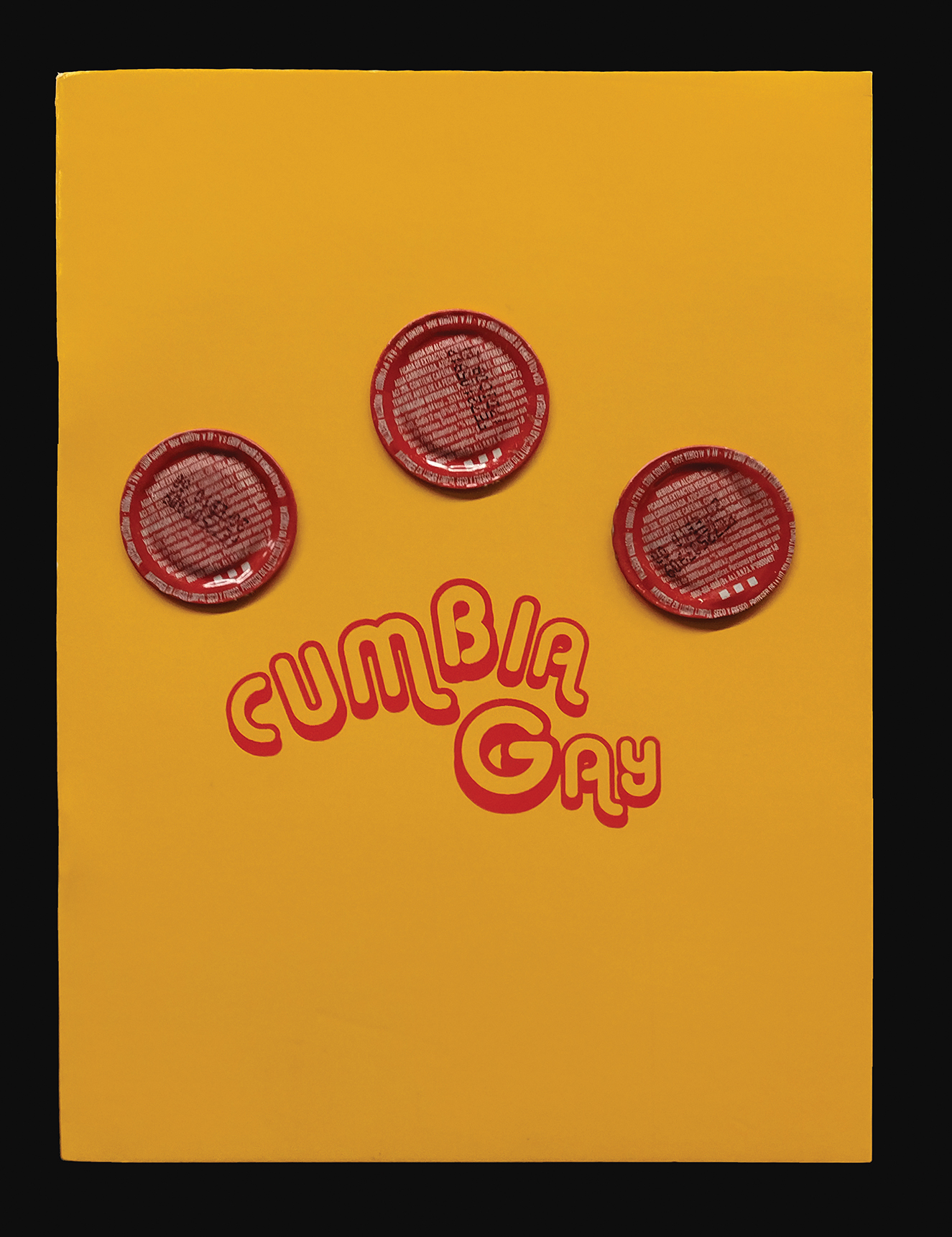
Cumbia Gay - Colección Chapita - 2009

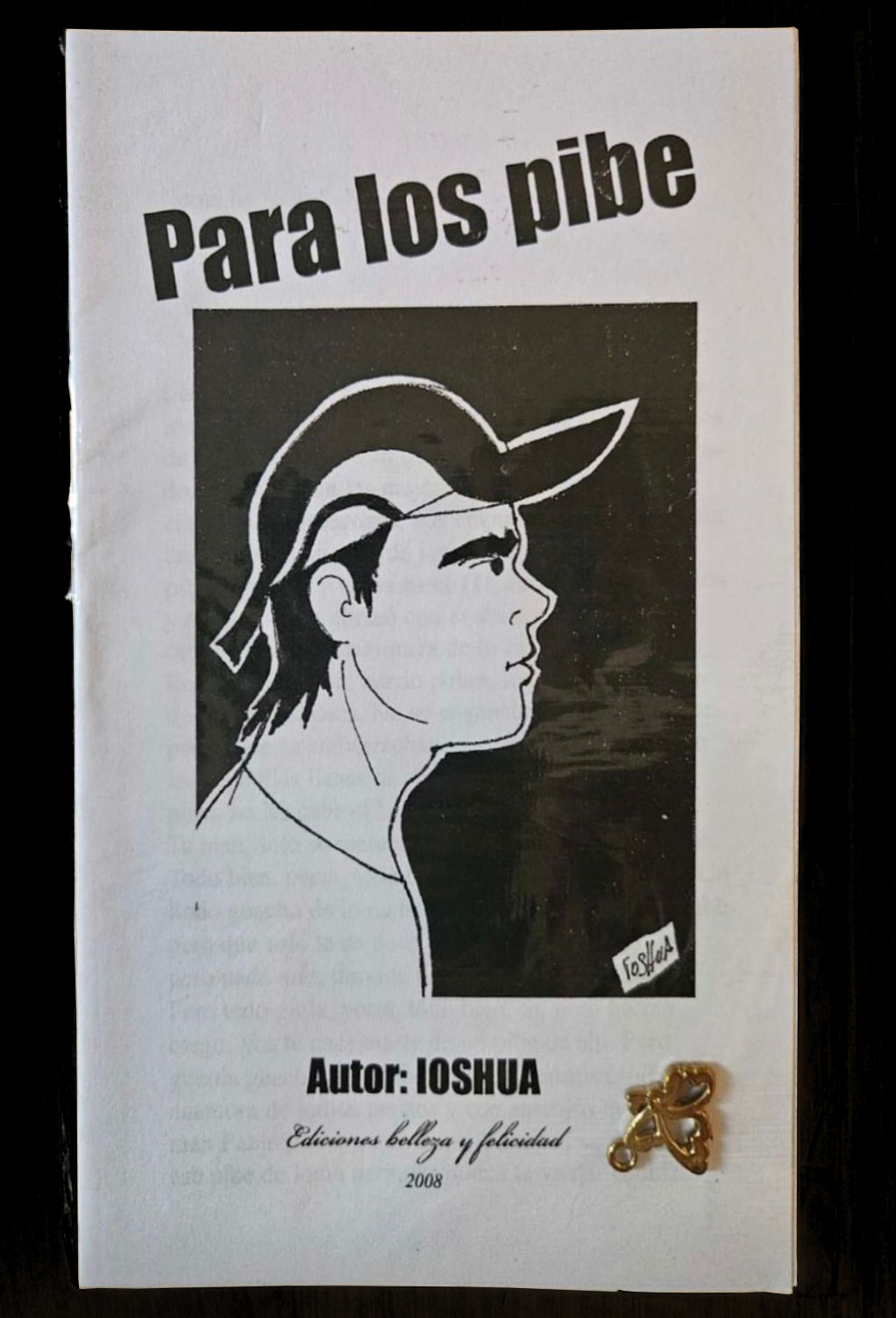
Para los pibe - Ediciones Belleza y Felicidad - 2008

Entre las obras de Ioshua se encuentran:
- Para los pibe (2008). Ediciones Belleza y Felicidad
- Pija, birra, faso (2009)
- Loma hermosa (2009)
- Cumbia Gay (2009). Editorial Colección Chapita.
- Clasismo Homo. Política de géneros, identidad y revolución (2010)
- En la noche (2010)
- Una señal blanca (2010)
- Malincho (2012)
- Las penas del maricón (2012)
- Campeón (2013)
- El violeta es el color del odio (2013)
- Para vos wachín, ya no va a doler (2024)[9]

1. 1 2 3  Lezcano, Walter (8 de septiembre de 2022). «Del barro a la biblioteca, el regreso de dos poetas malditos: Ioshua y Vicente Luy». Clarín. Archivado desde el original el 9 de septiembre de 2020. Consultado el 3 de enero de 2023.
2. 1 2 3 4 5  «Ioshua: poeta, músico, performer y punk del conurbano». Revista Ñeri. 2020. Archivado desde el original el 4 de enero de 2023. Consultado el 3 de enero de 2023.
3. ↑  «Ni ilegal ni invisible: murió ayer Ioshua, poeta marica popular». ANRED. 26 de junio de 2015. Archivado desde el original el 23 de noviembre de 2019. Consultado el 4 de enero de 2023.
4. 1 2 3  Bogado, Fernando (1 de noviembre de 2020). «La biografía de Ioshua, el poeta punk y gay del conurbano». Página/12. Archivado desde el original el 2 de noviembre de 2020. Consultado el 3 de enero de 2023.
5. 1 2  Alcaraz, María Florencia (2015). «Adiós a Ioshua, el poeta del conurbano gay». Ramona. Archivado desde el original el 4 de julio de 2015. Consultado el 3 de enero de 2023.
6. 1 2  Cárcano, Enzo. “Los pibe de mi barrio son hermosos”: el homoerotismo como acto de resistencia contra la violencia urbana en la poesía de Ioshua. Universidad del Salvador. p. 2. Archivado desde el original el 4 de enero de 2023. Consultado el 4 de enero de 2023.
7. ↑  «La poesía de Ioshua: «un amor que trasciende a quien lo ejecuta»». El Ciudadano. 17 de diciembre de 2015. Archivado desde el original el 4 de enero de 2023. Consultado el 4 de enero de 2023.
8. ↑  González, Julia (2 de julio de 2015). «Por siempre en el corazón de los wachos». Página/12. Archivado desde el original el 28 de julio de 2015. Consultado el 3 de enero de 2023.
9. ↑  «Para vos wachín, ya no va a doler». Editorial_Mansalva. Consultado el 15 de octubre de 2024.

- Datos: Q116005087